# Carpodacus davidianus
Il carpodaco magnifico cinese (Carpodacus davidianus Milne-Edwards, 1865) è un uccello passeriforme della famiglia dei Fringillidi.

## Etimologia
Il nome scientifico della specie, davidianus, venne scelto in omaggio al missionario francese Armand David, molto attivo in Cina.

## Descrizione

### Dimensioni
Misura una quindicina di centimetri di lunghezza.

### Aspetto
Si tratta di uccelli dall'aspetto robusto , muniti di testa tondeggiante con grandi occhi e grosso becco conico, ali allungate e coda dalla punta lievemente forcuta.
Il piumaggio presenta un netto dimorfismo sessuale: nei maschi, il sopracciglio, le guance, la golla, il petto, il ventre e i fianchi sono di colore rosa, il basso ventre e il sottocoda sono bianchi, il dorso, la nuca, il vertice, la fronte, le ali e la coda sono bruni (con le singole penne orlate di colore più chiaro e tendente al senape) e dello stesso colore è una sottile banda che dai lati del becco raggiunge l'orecchio, formando una mascherina. Nelle femmine, invece, il rosa corporeo è del tutto assente, sostituito dal grigio-biancastro, mentre permane il bruno dorsale. In ambedue i sessi il becco è giallino con la parte superiore che sfuma nel grigio scuro verso la parte distale, le zampe sono di color carnicino e gli occhi sono di colore bruno-rossiccio.

## Biologia
La biologia di questi uccelli è stata ancora poco studiata, in quanto a lungo considerati una sottospecie e non una specie a tutti gli effetti: essi comunque non si discostano significativamente dagli altri carpodacini e dai fringillidi in generale per quanto riguarda il comportamento. Si tratta infatti di uccelletti diurni che vivono in coppie o in gruppetti, che passano la giornata alla ricerca di cibo (soprattutto semi, ma anche germogli, boccioli e talvolta anche piccoli invertebrati) perlopiù al suolo, si riproducono d'estate mostrandosi rigidamente monogami e territoriali durante il periodo degli amori e che collaborano nell'allevamento della prole.

## Distribuzione e habitat
Come intuibile dal nome comune, il carpodaco magnifico cinese è endemico della Cina centrale, dove abita la fascia comprendente la Mongolia Interna sud-orientale, l'Hebei settentrionale, lo Shanxi e lo Shaanxi settentrionale.
L'habitat di questi uccelli è rappresentato dai querceti e dai boschi di rododendro submontani e montani con presenza di radure e aree poco alberate.

## Sistematica
In passato, il carpodaco magnifico cinese veniva considerato una sottospecie del carpodaco magnifico himalayano, e come tale denominata Carpodacus pulcherrimus davidianus: attualmente, tuttavia si tende a considerare le due popolazioni come specie a sé stanti, seppure affini.